# گراوس ۱۸۸۲۴
سیارک ۱۸۸۲۴ (به انگلیسی: 18824 Graves، نامگذاری:1999NF23) هجده هزار و هشتصد و بیست و چهارمین سیارک کشف شده‌است که در ۱۴ ژوئیه ۱۹۹۹ کشف شد.
قدر مطلق سیارک برابر ۱۲.۹ است.